# Zonder gezicht
Zonder gezicht is een lied van de Nederlandse zangeres Froukje in samenwerking met zangeres S10. Het werd in 2022 als single uitgebracht en stond in hetzelfde jaar als tweede track op de ep Uitzinnig van Froukje.

## Achtergrond
Zonder gezicht is geschreven door Stien den Hollander, Jens van der Meij en Froukje Veenstra en geproduceerd door Van der Meij. Het is een nummer dat past in de genres nederpop, electropop en dancepop. Het luchtig klinkende lied heeft een diepe betekenis; het gaat over de situatie wanneer je iets met iemand deelt en met de ander een verbinding voelt, maar dat deze je later is vergeten. Froukje had een gesprek gehad met een jongen die haar zijn geheim deelde en ze voelde een connectie met hem, maar toen hij haar een tijd later tegenkwam, herkende hij haar niet meer, zoals een "persoon zonder gezicht". Vanuit deze ervaring is ze verder gaan schrijven en is ze gaan schrijven over de ervaring dat je soms iets belangrijks meemaakt met een persoon, maar dat je later zijn uiterlijk niet meer kan herinneren. 
De bijdrage van S10 is pas later aan het lied toegevoegd; S10 hoorde het nummer toen Froukje het bij een optreden ten gehore bracht en vroeg toen of zij ook een stukje aan het lied kon toevoegen. Omdat de twee artiesten dezelfde manager hebben, verliep de communicatie onderling soepel. S10 schreef haar eigen couplet en dit couplet verving een eerder door Froukje geschreven stuk van het lied. Het is de eerste keer dat de twee zangeressen samen op een hitsingle te horen zijn. Eveneens in 2022 herhaalden de zangeressen de samenwerking succesvol op Nooit meer spijt.
Het lied werd bij NPO 3FM uitgeroepen tot 3FM Megahit en eindigde bij de verkiezing van Song van het Jaar 2022 van 3voor12 bovenaan.

## Hitnoteringen
De zangeressen hadden bescheiden succes met het lied in Nederland. Het piekte op de 37e plaats van de Single Top 100 en stond vier weken in deze hitlijst. De Top 40 werd niet bereikt; het lied bleef steken op de vijfde plaats van de Tipparade.